# Џепарош (филм)
Џепарош (фр. Pickpocket) француска је црно-бела филмска драма из 1959. у режији Робера Бресона. Филм приказује живот сензибилног и интелектуалног младића који се издржава крађом на улици, оправдавајући сопствене поступке филозофским идејама. Чист и дирљив са оптимистичком вером у хуманост, Џепарош функционише као филмска парабола о човеку у потрази за самоостварењем. Ово је први филм снимљен на основу Бресоновог оригиналног сценарија, иако је део критичира у заплету и протагонисти пронашао трагове романа Злочин и казна Фјодора Достојевског. Сматра се преломним филмом у Бресоновој каријери, јер је са њим прекинуо са дотадашњом традицијом класичног и придружио се такозваном Новом таласу француског филма.
Због формалних својстава и начина на који је снимљен, Џепароши заузимају важно место у историји филма. Француски режисер Луј Мал сумирао је његов значај речима: „Џепароши“ су први филм Роберта Бресона. Сви други које је до тада снимио били су грубе скице... Његово приказивање један је од четири или пет важних датума у историји кинематографије. Мал је даље сугерисао да је овај филм новој генерацији режисера изгледао као позив на ослобађање филма од дотадашњих окова и стега.

## Заплет филма
Мишел, осамљени и осећајни младић који живи одвојено од своје болесне мајке, одлучује да постане џепарош. Убрзо је ухваћен након неуспеле пљачке. Након пуштања, полицијски инспектор, са којим Мишел упада у интелектуалну расправу о природи злочина, држи га на оку. На самртној постељи мајке упознаје њену комшиницу Жану у коју се заљубљује. Ускоро постаје део професионалне групе ситних лопова. Са њима увежбава вештину џепарења. Након што му постаје јасно да ће га инспектор ухапсити, Мишел напушта Француску. Враћа се након неколико годиан и проналази Жану која је сада самохрана мајка због чега ју одбацила околина. Не би ли јој помогао опет се окреће лоповлуку. Међутим убрзо бива ухапшен. Жана га редовно псоећује у затвору и обоје схватају да је читав њихов живот био пут усмерен ка њиховом спајању у љубави.

## Улоге
| Глумац        | Улога            |
| ------------- | ---------------- |
| Мартин ла Сал | Мишел            |
| Марика Грен   | Жана             |
| Жан Пелегри   | Главни инспектор |
| Доли Скал     | мајка            |
| Пјер Лејмари  | Жак              |